# テヴィタ・スカ・マンギシ
テヴィタ・スカ・マンギシ（トンガ語: Tevita Suka Mangisi、1973年 - ）は、トンガの弁護士、外交官、元国連次席大使、現駐日大使。立命館大学、大阪大学大学院国際公共政策研究科（OSIPP）出身。国際公共政策学博士。トンガタプ島西部地区ハアヴァカトロ生まれ。母国語のトンガ語に加えて、日本語と英語に堪能。

## 経歴
トンガの首都ヌクアロファから陸続きで約20km西方にあるトンガタプ島西部地区ハアヴァカトロに生まれる。
中等教育はヌクアロファにあるトンガの名門校トンガ・ハイスクール（名称は「ハイスクール」だが、戦後日本の学制における高等学校ではなく中高一貫校に相当）で修学。同校在学中の1987年に日本からトンガへの青年海外協力隊派遣が始まったが、このとき一次隊員としてトンガに赴任した数学教師緒方千幹（当時）が受け持った生徒のうちの一人がスカ・マンギシ少年であった。
中等教育修了後はオーストラリアに留学して法律や行政学を修め、帰国後、トンガ政府の弁護士として2年間奉職。
法曹界で活躍する傍ら防衛を学ぶため再度オーストラリアに留学している際、現地でトゥポウトア・ラバカ王太子（当時。後のトゥポウ6世）の目に留まって外務省に入るよう誘われる。国際法や国外での活動に強い関心を抱いていたスカ・マンギシは王太子の申し出を快諾して外務省に入省し、法曹界から外交界へ転身した。
2004年、トンガ政府の指名により留学のため日本へ派遣され、来日直後、トンガで知り合って交際していた日本人女性と結婚する。学業面では、まず立命館大学大学院の修士課程で東アジアの政治と日本の政治を学んだ後、2006年10月から大阪大学大学院国際公共政策研究科（OSIPP）でエルドリッヂ教授の指導のもとアジア太平洋について修学し、2009年9月25日に博士号を取得。
2010年代、ニューヨークで国連次席大使として奉職し、国連大使の不在時には臨時代理大使も務めた。
2019年11月1日より、次期駐日大使兼臨時代理大使。2020年4月3日、総理大臣官邸閣議室で開かれた閣議において来たる4月9日にスカ・マンギシ大使および駐日ルワンダ大使の信任状捧呈式実施などが提案され、いずれも反対意見なしで閣議決定された。しかし4月7日、日本国内で新型コロナウイルス（COVID-19）が蔓延している事態を重く見た日本国政府が皇居のある東京都を含む1都1府5県を対象とする緊急事態宣言を発出。これを受けて4月8日、翌9日に執り行われる予定だった信任状捧呈式の延期を宮内庁が発表した。当初の予定より2ヶ月半ほど遅れた6月24日、彼は皇居で今上天皇に信任状を捧呈し、駐日大使として正式に着任した。
2020年8月6日、原爆投下から75年目を迎える広島で開催された平和記念式典に参列し、原爆死没者への哀悼と平和への祈りを捧げた。
駐日大使在任中の2022年1月15日、フンガ・トンガ＝フンガ・ハアパイ海底火山が1000年に一度と見られる未曾有の大噴火を起こし、トンガ全域が被災しただけでなく日本とアメリカ合衆国西部を含む環太平洋地域の沿岸部各地にも高さ1m超えの津波が押し寄せた。1月28日、スカ・マンギシ大使が日本における義援金窓口となって、既に日本からトンガへの救援物資が届いていることに感謝を述べると共に義援金受付口座を公開した。
元青年海外協力隊員で佐賀市立川副中学校校長の深川千幹（旧姓・緒方）は、噴火発生後に全校朝会でトンガの被災状況を生徒たちに伝えて復興支援の必要性を訴え、また、自身の所属する認定NPO法人地球市民の会（TPA）などを通じて学外の佐賀県民に対しても募金協力を呼び掛けた。2022年5月、集まった義援金の寄付の報告や復興の進捗などを聞くために深川元校長（この年の3月に川副中学校の校長を退職）が東京のトンガ大使館を訪問すると、トンガ・ハイスクール時代の教え子であるスカ・マンギシが駐日大使として会談し、33年ぶりとなる旧交を温めながら今後のトンガ復興について話し合った。この会談後、スカ・マンギシ大使は直ちにトンガ議会に働き掛け、閣議決定を含めて僅か3ヶ月後の8月7日、訪問先の佐賀市でトンガ王国とTPAが「復興に向けた支援を協働で行うパートナーシップを結ぶための覚書」に署名した。主権国家が他国のNPO法人との間で直接覚書を交わすのは異例中の異例。

## 論文
- 日本の地域戦略と太平洋・島サミット: 第5回サミットは、島嶼国団結を崩壊させる始まりか？（2009年5月8日、太平洋諸島地域研究所）[26]
- テヴィタ, スカ マンギシ(Tevita, Suka Mangisi)「A study of the postwar evolution of Japan's island strategy in the Pacific with a focus on the PALM summits / 戦後における日本の太平洋島嶼戦略の展開 : 太平洋・島サミットの実施を中心に〔英文〕」大阪大学 博士論文（国際公共政策）14401甲第13837号、2009年、NAID 500000495363。